# Sofia Grillo
Sofia Ferreira Queimado Monteiro Grillo, mais conhecida por Sofia Grillo (Lisboa, 28 de maio de 1975), é uma atriz portuguesa.
É licenciada em Direito pela Clássica.
Filha de Manuel Eduardo Teixeira Monteiro Grilo, médico, e de sua mulher Maria Isabel de Freitas Ferreira Queimado. É irmã de Manuel Ferreira Queimado Monteiro Grilo, e sobrinha de Maria Eduarda Teixeira Monteiro Grilo.
Foi casada com Frederico do Casal Ribeiro de Carvalho (Lisboa, 25 de janeiro de 1972), com quem teve uma filha, Sofia Monteiro Grilo do Casal Ribeiro.

## Experiência profissional

### Televisão
| Ano         | Projeto                            | Papel                   | Notas                 | Canal |
| ----------- | ---------------------------------- | ----------------------- | --------------------- | ----- |
| 1993        | Telhados de Vidro                  | Enfermeira Luísa        | Participação Especial | TVI   |
| 1996 - 1997 | Vidas de Sal                       | Carolina Fragoso        | Elenco Principal      | RTP1  |
| 1997        | Filhos do Vento                    | Joana «Joaninha»        | Elenco Principal      | RTP1  |
| 1999 - 2000 | A Lenda da Garça                   | Matilde Queiroz         | Elenco Principal      | RTP1  |
| 2001        | Insólitos                          |                         | Elenco Principal      | RTP1  |
| 2001        | O Espírito da Lei                  | Advogada                | Elenco Principal      | SIC   |
| 2001        | Ganância                           | Alexandra               | Elenco Adicional      | SIC   |
| 2002        | A Minha Sogra é uma Bruxa          | Carlinha                | Participação Especial | RTP1  |
| 2002 - 2003 | O Processo dos Távoras             | Mariana                 | Participação Especial | RTP1  |
| 2002 - 2003 | Coração Malandro                   | Mónica Silveira         | Elenco Principal      | TVI   |
| 2003        | Anjo Selvagem                      | Carolina Domingues      | Elenco Adicional      | TVI   |
| 2004        | Baía das Mulheres                  | Vera Moraes             | Elenco Principal      | TVI   |
| 2004        | Inspector Max                      | Rita Araújo             | Participação Especial | TVI   |
| 2005 - 2006 | Morangos com Açúcar                | Wei Min                 | Elenco Principal      | TVI   |
| 2006 - 2007 | Tempo de Viver                     | Célia Vasconcelos       | Elenco Principal      | TVI   |
| 2006 - 2007 | Une Femme Formidable               | Patricia Cerraz-Viguier | Participação Especial | TF1   |
| 2007        | Uma Aventura na Casa Assombrada    | Ester                   | Participação Especial | SIC   |
| 2007 - 2008 | Deixa-me Amar                      | Vitória Salgado         | Elenco Principal      | TVI   |
| 2008        | Casos da Vida                      | Isabel                  | Elenco Principal      | TVI   |
| 2008        | Casos da Vida                      | Alice Sobral            | Elenco Principal      | TVI   |
| 2008 - 2009 | Olhos nos Olhos                    | Catarina Viana Levi     | Co-Protagonista       | TVI   |
| 2009 - 2010 | Sentimentos                        | Bárbara Castro Soares   | Elenco Principal      | TVI   |
| 2010 - 2011 | Sedução                            | Carmo Sampaio           | Elenco Principal      | TVI   |
| 2011        | Portal do Tempo                    | Joana Falcão            | Protagonista          | TVI   |
| 2012        | Um Sonho Adiado                    | Clara                   | Protagonista          | TVI   |
| 2012        | Maria Coroada                      | Celeste                 | Elenco Principal      | TVI   |
| 2012 - 2013 | Louco Amor                         | Gisela «Gi» Miranda     | Elenco Principal      | TVI   |
| 2013 - 2014 | Belmonte                           | Beatriz Figueira        | Elenco Principal      | TVI   |
| 2015 - 2016 | Santa Bárbara                      | Filipa Vieira           | Elenco Principal      | TVI   |
| 2016        | Massa Fresca                       | Mariana Belo            | Elenco Principal      | TVI   |
| 2017        | Ouro Verde                         | Paula Sampaio           | Elenco Principal      | TVI   |
| 2017 - 2018 | Jogo Duplo                         | Helena Duque            | Elenco Principal      | TVI   |
| 2019 - 2020 | Na Corda Bamba                     | Maria do Carmo Nogueira | Elenco Principal      | TVI   |
| 2020        | Ai a Minha Vida                    | Glória Maria            | Participação Especial | TVI   |
| 2021        | Somos Portugal                     | Ela Própria             | Repórter Convidada    | TVI   |
| 2021 - 2023 | Para Sempre                        | Felícia Barros Proença  | Elenco Principal      | TVI   |
| 2021        | A Consoada - Uma história de Natal | Matilde                 | Participação especial | TVI   |
| 2022        | Rua das Flores                     | Violeta                 | Elenco Principal      | TVI   |
| 2022        | Cuba Libre                         | Celeste                 | Elenco Principal      | RTP1  |
| 2023 - 2025 | Festa É Festa                      | Helena «Lenita»         | Elenco Principal      | TVI   |
| 2024        | Congela                            | Ela Própria             | Concorrente           | TVI   |

### Cinema
| Ano  | Titulo                                | Realizador(a)             | Notas            |
| ---- | ------------------------------------- | ------------------------- | ---------------- |
| 1999 | Le Commandant Nerval                  | Arnaud Selignac           | Elenco Principal |
| 2000 | Lire la mor                           | Arnaud Selignac           | Elenco Principal |
| 2000 | Les filles à papa                     | Marc Verni                | Elenco Principal |
| 2001 | O Elevador                            | Marta Maia Martins        | Elenco Principal |
| 2001 | Il Cour Cour le Fouret                |                           | Elenco Principal |
| 2001 | Justice de Femme, Paris               |                           | Elenco Principal |
| 2001 | Aurélien                              | Arnaud Selignac           | Elenco Principal |
| 2002 | Os Imortais                           | António Pedro Vasconcelos | Elenco Principal |
| 2005 | Une Famille Formidable                | Joel Santoni              | Elenco Principal |
| 2007 | Atrás das Nuvens                      | Jorge Queiroga            | Elenco Principal |
| 2008 | Call Girl                             | António Pedro Vasconcelos | Elenco Principal |
| 2008 | Amália - O Filme                      | Carlos Coelho da Silva    | Elenco Principal |
| 2008 | Second Life                           | Alexandre Valente         | Elenco Principal |
| 2009 | A Esperança está onde menos se espera | Joaquim Leitão            | Elenco Principal |
| 2009 | Duas Mulheres                         | João Mário Grilo          | Elenco Principal |
| 2009 | Uma Aventura na Casa Assombrada       | Carlos Coelho da Silva    | Elenco Principal |
| 2010 | Moi Bernadette, j'ai vu               | Jean Sagois               | Elenco Principal |
| 2011 | Deste lado da ressurreição            | Joaquim Sapinho           | Elenco Principal |

### Teatro
- Boeing boieng, Teatro Armando Cortez (2017)
- Urgências, Teatro Maria Matos (2006)
- Urgências, Teatro Maria Matos (2004)
- O Mistério dos Sons Marados, Teatro da Luz (2004)
- Nós Depois Telefonamos, encenação António Pires (2003)
- Manobras de Diversão - Best Of (2003)
- Manobras de Diversão - Não Há Crise, Teatro São Luiz (2002)
- Manobras de Diversão - Fechado para Férias, Teatro São Luiz (2002)
- Manobras de Diversão - Espírito de Natal, Teatro São Luiz (2001)
- Mademoiselle Julie, encenação de Jack Garfein, Theatre Montmartre Malabru (1999)